# 蘇建和案
蘇建和案，又稱三死囚案，或以受害者姓名稱為吳銘漢夫婦命案、吳宅血案，是1990年代台灣蘇建和、劉秉郎及莊林勳三人被以「結夥強盜、強姦、殺人」等罪名宣判死刑之重大刑事案件。
2003年1月13日，三人曾一度被臺灣高等法院由死刑改判無罪，但在2007年6月29日臺灣高等法院又改判死刑。中華民國最高法院於2007年11月1日撤銷死刑判決，發回更審。
2010年11月12日，高等法院的再更二審再度判決無罪，但最高法院於2011年4月21日撤銷無罪判決，發回高等法院更審。
2012年8月31日，高等法院的再更三審判決無罪，依刑事妥速審判法的規定，檢察官不得上訴，本案定讞。
本案部分承辦人員因辦案方法涉及刑求而遭檢察官偵查，但後獲不起訴處分。這個案件促使許多人重視中華民國刑事訴訟制度及警察制度的改善。另外，本案也堪稱中華民國司法史上最受矚目及最具爭議的案件之一，歷經多任法務部長均未批准死刑執行令，是首件由檢察總長提起3次非常上訴及死刑判決再審後改判無罪，但經上訴發回又改判死刑的刑事案件，也是首件判處死刑後未收押被告的案件。
本案件於2012年被改編成廉政英雄戲劇系列劇情。

## 案件經過

### 案發
1991年（民國80年）3月24日，臺北縣汐止鎮（今新北市汐止區）發生吳銘漢、葉盈蘭夫婦命案。檢察官崔紀鎮勘驗筆錄上記載之證物：廚房中菜刀及菜刀上的毛髮，以及血指紋印三枚；浴室中毛髮數根。
命案發生後，被害人家屬；吳銘漢之子吳東諺罹患肌肉萎縮症，2000年之後甚至只能靠呼吸器生存。由於過去很多報導指出，受害夫婦的兒子吳東諺（當時6歲）因目擊父母遇害後的慘狀，所以才會全身癱瘓、臥病在床；但其實吳東諺本人陳述此為先天疾病，與本案無關。另一種報導指出，案發當時的狀況是吳東諺和他的姊姊看到血從房間門縫流出來，馬上通知他們的伯母來處理，伯母也馬上將小孩帶開並且通知警察到現場。台灣輿論普遍認為，吳東諺之病情是因為親眼目睹父母遇害現場驚嚇過度才罹患該症狀，可是根據現代醫學，幾乎所有的肌肉萎縮症都是因為基因缺陷造成，因此該報導被認為不合理，且吳東諺本人也在2009年的紀錄片《自由的滋味》中證實，媒體所言「因看到父母被殺害而得到肌肉萎縮症」之報導為誤謬。

### 偵查階段
1991年8月13日晚間11點40分，因命案現場的薪水袋上血指紋，查出為中華民國海軍陸戰隊第九十九師六五七團四一O營第四連(現為陸戰九九旅步二營步四連)，現役軍人上兵王文孝（22歲，雲林人）。王文孝於軍中被捕，並接受軍事檢察官第一次訊問，王文孝表示因積欠電玩賭債而犯下此案，且供稱為他1人所為。
8月14日早上10點30分，專案小組借提王文孝。下午2點半，檢察官崔紀鎮訊問王文孝並作成筆錄；此為檢方對王文孝所做之第一份筆錄。下午4點，犯罪現場模擬，王文孝仍稱僅1人犯案，但警方不信被害人身中79刀僅為1人所為，於是開始訊問共犯問題。而現場模擬之錄影帶警方最後以「洗掉」為由一直未提出。晚間11點30分，警方對王文孝作第一次警訊筆錄，王文孝首度承認有其他共犯：謝廣惠、王文忠、黑點和黑仔4人。
8月15日4點半，第2次警訊筆錄中，王文孝排除謝廣惠，但供出長腳涉案及王文忠服役地址。此筆錄被警方改為第1次筆錄。5時，紀錄中顯示蘇建和於此時接受警方訊問，未承認犯行，但蘇建和是於8月15日中午飯後才被捕。中午12點30分，王文忠於高雄被捕，被警方押送北上途中供出蘇建和等人姓名。同一時間，蘇建和於家中被捕。晚間11點，劉秉郎、莊林勳於家中被捕。汐止分局警員故意不告知可選任辯護人之權利，涉嫌妨害被告請求律師協助。王文孝還押軍事檢察署。到此時為止，王文孝在軍、檢、警方手中共達48小時，其中在警方控制下達33小時，違反24小時內移送法院審問之中華民國憲法第八條規定。 
8月16日凌晨3點10分，警方以「取贓」名義，未具搜索票非法進入莊林勳住宅搜索，搜索莊林勳被刑求所供出的開山刀。雖未尋獲開山刀，但脅迫莊林勳之弟莊國勳同意，破壞莊的臥房衣櫥抽屜內層夾板，於夾縫數百枚硬幣中任取新臺幣24元硬幣並指為贓款。後經檢驗，硬幣並無任何血跡反應。
檢察官曾於事後再度撬開找到24元硬幣的另一角落夾板，發現裡面仍有硬幣，且因此款項為警方非法搜索取得，依法不得作為定罪之證據。
8月16日清晨4點至早上9點，劉、莊2人分別接受2次警訊。記錄中顯示蘇建和僅於8月15日凌晨5點接受警訊，但未承認犯行。下午2點，崔紀鎮檢察官下令收押蘇、劉、莊三人於臺北士林看守所。三人在初見崔紀鎮檢察官時，即告知被警方刑求而在不實自白上簽名，但檢察官未予調查。其後法院也只傳訊刑警，而未針對被告刑求一事進一步調查。 
1992年（民國81年）1月11日，王文孝受陸海空軍刑法判決死刑定讞，執行槍決。槍決前，仍表示蘇建和等人確實涉案。

### 訴訟程序
1992年1月12日，蘇建和等3人一審開庭。1月28日，法院秘密傳訊法醫。2月18日，中華民國臺北地方法院士林分院一審判決。蘇建和、劉秉郎、莊林勳各被判處兩個死刑，並褫奪公權終身；王文忠以「結夥竊盜未遂」罪名判刑2年8個月。
1993年（民國82年）1月14日，二審臺灣高等法院判決劉秉郎、莊林勳、蘇建和各兩個死刑。4月29日，最高法院撤銷原判決發回臺灣高等法院更審。
1994年（民國83年）3月16日，臺灣高等法院更一審判決劉秉郎、莊林勳、蘇建和各一個死刑。7月7日 ，最高法院撤銷原判決發回更審。
10月26日，台灣高等法院第二次更審判決劉秉郎、莊林勳、蘇建和各兩個死刑。
1995年（民國84年）2月9日 ，最高法院駁回被告上訴，本案判決定讞，蘇建和等三人各被判處兩個死刑，褫奪公權終身。2月20日，當時的檢察總長陳涵向最高法院提起第一次非常上訴。
2月23日，蘇建和等3人寫下遺書。3月2日 ，最高法院駁回第一次非常上訴。3月16日，檢察總長陳涵為本案提第2次非常上訴。3月30日，最高法院將本案聲請再審之抗告駁回。4月12日，最高法院駁回陳涵為本案所提起的第2次非常上訴。
4月20日，蘇建和、劉秉郎、莊林勳透過辯護律師控告汐止分局刑事組長陳偉廷、刑警李秉儒、張中政、嚴戊坤涉嫌非法拘提、搜索、偽造變造證據使公務員登載不實、瀆職及以電擊棒電擊其下體、以打火機燒其下巴之刑求。
5月19日，檢察總長陳涵正式通知辯護律師不再為蘇建和等3人提起第3次非常上訴。5月28日，法務部將本案發交最高法院檢察署再研究提起第三次非常上訴。
6月5日 ，蘇建和等控告汐止分局刑警一案，在中華民國台北地方法院士林分院檢察署開偵查庭，莊國勳出面以證人身份說明警察到其家中非法搜索，拿走24元硬幣之經過。王文忠則出面作證目睹蘇建和、莊林勳遭刑求的情形。承辦檢察官會同辯護律師前往莊林勳家中了解24元硬幣蒐證過程，發現床板下仍有殘餘硬幣。
7月6日 ，檢察總長陳涵為本案提起第3次非常上訴，指出審判過程部分證據應調查而未調查，取捨證據有違證據法則，且汐止分局有違法羈押之問題。7月8日 ，吳銘漢夫婦家屬籲各界，不應遺忘被害人所受傷害與含冤，而一再聲援兇手。7月10日，資深法醫楊日松指吳銘漢夫婦死亡驗斷書只載明銳器創傷，並無從辨別刀傷數。
8月15日，蘇建和等控告汐止分局刑警一案，經士林地檢署不起訴偵結，蘇之辯護律師蘇友辰，以該不起訴處分有理由不備及矛盾違法之處而提起再議。8月17日，最高法院駁回檢察總長陳涵所提起的第3次非常上訴。
8月22日，辯方律師蘇友辰聲請再審。9月11日，辯方律師聲請司法院大法官會議解釋，要求解釋《懲治盜匪條例》及刑法唯一死刑的規定，是否違反憲法保障人民生存權，並要求言詞辯論。9月18日，三死刑犯家屬將全案資料集結成書，出版《1995年閏八月台灣司法──吳銘漢夫婦命案及三個死罪冤獄》。10月27日，司法院大法官決議不受理憲法解釋聲請。12月30日，台灣高等法院駁回再審及停止刑罰執行之聲請。
1996年（民國85年）1月9日 ，辯方律師蘇友辰針對駁回再審及停止執行刑罰之裁定向最高法院提起抗告。2月14日，最高法院撤銷原裁定，發回高等法院。
3月11日，台灣高等法院舉行蘇建和案說明會。4月9日，臺灣高等法院駁回再審及停止刑罰執行之聲請。4月18日，辯方律師蘇友辰向最高法院提起抗告。6月7日，最高法院駁回再審及停止刑罰執行之抗告，裁定確定。三次非常上訴遭駁回後，當時的法務部長馬英九拖延簽署蘇建和3人的死刑執行令。6月18日，最高法院公布蘇建和案研討結論，試圖對正在研究提出第四次非常上訴的檢方施壓。
9月18日，本案唯一活口見證王文忠，正式出面指控警方刑求，指出命案確係其兄王文孝1人所為，蘇建和3人跟他都是在刑求下為不實的自白。
1998年（民國87年）8月7日 ，辯方律師聲請再審。8月20日，台灣高等法院駁回再審及停止刑罰執行之聲請。8月28日，辯護律師蘇友辰向最高法院提起抗告。10月，立法院休會，當年9月28日司法委員會已付委之赦免法草案因總統府態度不明，未及二讀。
1999年（民國88年）9月23日，最高法院撤銷原裁定發回高等法院。
2000年（民國89年）5月12日，本案民事庭開庭。5月19日，因發現新證據，臺灣高等法院裁定准予本案再審之聲請，並停止被告刑罰之執行。5月23日，台灣高等法院檢察署檢察官針對再審之裁定向最高法院提起抗告。
2002年（民國91年）11月14日，臺灣高等法院刑事第21庭葉騰瑞、黃國忠、江國華3位法官駁回被告3人聲請調查證據。
2003年（民國92年）1月13日，臺灣高等法院葉騰瑞、江國華、黃國忠三位法官作出判決，被告三人無罪釋放。被害人家屬不服，向最高法院提起上訴。
2003年8月8日，最高法院撤銷無罪判決，發回高等法院更審。
2007年（民國96年）5月4日，旅美鑑識專家李昌鈺以證人身分返臺作證，推翻過去法醫的認定，並提出18項新發現。6月29日 ，蘇建和三死囚案，臺灣高等法院再更一審宣判，合議庭認定蘇建和、劉秉郎、莊林勳等三人有罪，改判死刑並褫奪公權終身。7月2日，蘇建和等三人在律師陪同下向最高法院提起上訴；台灣高等法院駁回台灣高等法院檢察署檢察官對蘇建和等3人的羈押聲請。
11月1日，蘇建和案，最高法院發回高等法院更審。最高法院指出，原審對於軍方尋獲兇器菜刀，未做刀紋鑑定，這部分調查未盡；另外，高院審理時，更易後法官不知當事人等先前攻擊、防禦內容，即行辯論並命辯論終結，逕行判決，這部分難為適法。另外，台灣高等法院檢察署檢察官不服台灣高等法院駁回對蘇建和等三人的羈押聲請，提起抗告，最高法院亦予以駁回檢察官的羈押聲請。
2010年（民國99年）11月12日，高等法院再更二審判決被告三人無罪，檢察官再度提起上訴。
2011年（民國100年）4月21日，蘇建和案，最高法院認為再更二審判決仍有違誤，發回高等法院更審。
2012年（民國101年）8月31日，本案再更三審，高等法院仍判決被告蘇建和等三人無罪。依《刑事妥速審判法》第八條規定，不能再上訴，本案定讞。

### 無罪定讞後
蘇建和等人在獲判無罪定讞後，司法院刑事補償法庭於2013年，以蘇建和等人涉有罪嫌、羈押有可歸責事由等為由，補償三人合計新台幣1584萬元。蘇建和等人不服、於2022年對憲法法庭聲請主張「可歸責事由」違憲。憲法法庭最終判決聲請已過5年時效，裁定不受理。
與此同時，被害人家屬對蘇建和等人提出附帶民事賠償訴訟，並主張李昌鈺的鑑定不可信。2024年6月18日，台灣高等法院召開言詞辯論庭。雙方爭論焦點，主要是各種刑事鑑識方面的可信度。法院則宣佈將於10月31日宣判。

### 監察院調查
1995年2月24日，監察院針對本案展開調查。4月14日，王文忠向監察委員張德銘作證，說明當初汐止分局警方刑求他們，並將三人硬指為命案之共同正犯。6月14日，監察委員張德銘提出本案調查報告，認定台灣高等法院、台灣台北地方法院士林分院與台北縣警察局汐止分局於審理、調查本案時涉及多項缺失，並將函請法務部轉請最高法院檢察署提起非常上訴及聲請再審以資救濟；汐止分局涉嫌違法一案併函法務部轉最高法院檢察署併案處理。 7月12日，監察院提案糾正法務部、警政署對蘇建和等遭刑求案，未盡監督與保障人權之責。
1996年3月11日，台灣高等法院對未確定判決的蘇建和案，舉行公開說明會。9月16日，監察院二度函催司法院調查台灣高等法院針對本案召開公開說明會一事。11月15日，監察院函催司法院，一個月內回覆有關台灣高等法院法官對未確定判決的蘇建和案，舉行公開說明會事之調查回覆，否則將依法彈劾相關人員。

## 案件爭議
本案件歷次的有罪判決，除模糊物證外，主要是以被告自白作為認定犯罪的主要依據，但本案件的自白取得過程涉及刑求指控，依照「自白法則」，不合法取得的自白不能作為證據。即使涉及刑求的承辦人員未獲起訴追究，但在許多刑事學者（如蔡墩銘、李茂生等）的報告中，辦案人員的辦案過程以及歷次有罪判決均遭到嚴重的質疑與批評。王文孝（民國80年軍法槍決）之偵訊筆錄證詞反覆，令人不免懷疑其正確性，以及是否受到檢警刑求，筆錄中王文孝表示「三人罪有應得」，又表示只有一人犯案。
除了很可能刑求遭到質疑外，所有的判決所遭到的批判還包括，都是以「有罪推定」判這三個人有罪、明顯違反無罪推定原則，也有意見指出，判決書文章雖然漂亮、但邏輯有明顯錯誤；而就算以有罪推定、他們也應無罪。

### 刑事鑑識
2007年，知名鑑識專家李昌鈺受邀擔任鑑定證人，根據現場照片一共提出十八項新發現，包括歹徒是在吳銘漢夫婦睡夢中加以殺害再予以劫財、女性死者生前應該沒有被性侵害。另外，李昌鈺在法庭內檢視凶刀，指出這把菜刀有五個角度三個面，能造成不同類型的傷口，因此，不能排除一人持刀犯案的可能性。
2008年6月20日，李昌鈺藉由資料分析、現場還原、血跡分佈及重建程序，依科學方法進行犯罪現場重建，發現以下事證：
- 被害二人共有79處刀傷，並無如原起訴書所描述之警棍或其他鈍器傷。
- 雙人床、五斗櫃及牆邊地上，四周均有大量的、非常完整的噴濺痕及滴血，沒有人體或物件阻擋的痕跡。從現有的證據看來，可以肯定沒有多人在場犯案的跡証。
- 吳銘漢陳屍位置是在房門與五斗櫃之間。由於房門及五斗櫃位置限制，只能容納一人。兇器只有菜刀可能，水果刀及警棍不可能造成砍殺傷口，因開山刀刀刃長度該空間不能容納，並會在五斗櫃側造成刀砍痕跡。因此根據排除法，唯一可能容納之兇器為菜刀。
- 現場地面、棉被、衣物均有血跡，說明在兇手行兇過程中，這些衣物已在地面；現場活動空間極小。
- 現場活動空間大約在1.12平方公尺至1.41平方公尺之間，如二名被害人加四名兇嫌，可能佔有面積為26.21平方公尺，故現場無法容納如原起訴書所謂「四人同時持刀棍行兇」之行兇方式：。
- 在現場均無發現被告三人之鞋印、指紋及毛髮，顯示該三名被告於事發時可能不在犯罪現場。
- 現場發現三枚血指紋，指紋比對為王文孝所有，其他三名嫌犯指紋、掌紋未在現場發現，此點顯示其他三人可能不在犯罪現場。

鑑定結論：「從案發現場實際情形、活動空間、傷口型態和位置、可能涉案刀棍、涉案人手長、胸寬、被害者傷口方向等資料推斷，本案現場犯案空間相當狹隘，如四人同時揮舞刀棍砍殺，在犯案時間現場能見度（凌晨四時許）及刀長、臂長情形，極不可能由四人同時行兇刀棍齊下砍殺二名被害人；依據血跡分佈情況，所發現唯一指紋和血鞋印，及犯罪現場重建，本案極可能為王文孝一人所為。」2013年蘇建和、莊林勳、劉秉郎3人獲冤獄補償。最後法院認定，殺死吳氏夫婦的只有王文孝一人。士林地院判王的唯一繼承人，王母唐廖秀須賠償吳家遺屬831萬元，駁回上訴維持一審判決。

### 法官公正性之質疑
蘇建和等三名被告及律師團指出，三名被告並無犯案，而是遭警方刑求而供出，但法官不予採信，竟要求辯方提供相關證據，法官曾問被告：「你們沒做人家怎麼會說你有做，他跟你有仇嗎？」法官審案的公正性，以及無罪推定法則的延用留待爭議。
1996年3月，最高法院有超過40位法官召開記者會，史無前例。會中除發布四萬多字的說明書為有罪判決辯白外，還留下最經典的幾句話包括：「我考試第一名的人，絕對不會判錯」、「兩具屍體總共被砍七十九刀為不爭之事實，即為重要證據」引起社會譁然，輿論為此一變，轉向同情三名被告。此記者會被視為解嚴後傷害法官公正性與權威性的代表事件。
國際特赦組織甚至將蘇案審判列為「非文明國家的判決」。

### 其他反應與評論
本案雖已無罪定讞，被害人家屬及承辦過此案的部份法官、檢察單位仍然認定被告具有犯罪事實，應處死刑。他們不但遺憾該案法律程序繁複延宕，也認為遲遲未將三名被告交付執行死刑的案情發展過程，對被害人家屬相當不公平。
作家平路則認為新聞媒體在報導過程中不僅未撫平傷痛，反而故意加深對立。「一邊是判決結果，緊接著，並列的總是被害人家屬的冤訴。電視鏡頭或平面媒體都一樣，貌似平衡的新聞處理，其實是把結果『導引』成一方無罪／另一方就敗仗了的勝負對決。」她認為媒體塑造出蘇建和等三人和被害者家屬的零和對決氣氛，反而模糊了事件中刑求、非法取供，以及屢屢誤判的關鍵之人與關鍵之點。

## 延伸閱讀
- 《島國殺人紀事》，蔡崇隆，2000年，公共電視紀錄片。
- 《無彩青春－蘇建和案十四年》，張娟芬，2004年，商周出版，ISBN 986-124-216-3
- 《走向黎明—救援生命的心聲和寄語》，台灣人權促進會。
- 〈從蘇建和案看臺灣司法的缺失〉，蘇友辰，律師雜誌，民國86年1月
- 〈我看「蘇建和」案〉，陳振淦，人本教育札記，民國86年3月
- 〈蘇建和專案──他們仍等著回家〉，葉怜惠，人本教育札記，民國87年3月
- 〈蘇建和案辯護律師蘇友辰訴說九年心路歷程〉，黃兆徽，新新聞周刊，民國89年6月
- 〈一位堅毅的父親──訪蘇建和父親蘇春長〉，萬蓓琳，人本教育札記，民國89年11月
- 〈但憑符號也可以殺人嗎──「蘇建和案再審」法庭觀察團筆記No.1〉，亮軒，人本教育札記，民國90年1月
- 〈遺忘與記憶的角力──「蘇建和案再審」法庭觀察團筆記No.2〉，顧玉珍，人本教育札記，民國90年2月
- 〈誰的「程序」？誰的「正當法律」？──「蘇建和案再審」法庭觀察團筆記 -4-〉，林佳範，人本教育札記，民國90年3月
- 〈救援蘇案：也許「蘇建和案再審」法庭觀察團筆記No.4〉，葉啟祥，人本教育札記，民國90年4月
- 〈蘇建和案與新修正的刑事訴訟法〉，顧立雄，司法改革雜誌，民國92年2月
- 〈「從蘇案再審宣判談司法改革未來方向」座談會──死刑與無罪之間 司法改革路迢遙？〉，司法改革雜誌，民國92年2月
- 《紀錄觀點─自由的滋味(島國殺人紀事3)》，民國98年7月，公共電視紀錄片。
- 《獨立特派員─消磁的錄音》、《獨立特派員─死亡拼圖》，公共電視紀錄片。
- 〈阿善師的告白：一位老探長的鑑識實錄〉－耗盡龐大社會資源的強盜殺人案─從死刑改判無罪開釋的蘇建和案，民國103年11月
- Taiwan (Republic of China): Amnesty International urges legislators to seek commutation of death sentences （页面存档备份，存于）

## 外部連結
- 台灣人權促進會：蘇建和、劉秉郎、莊林勳案
- 台灣人權促進會（页面存档备份，存于）
- 民間司法改革基金會：蘇建和案
- 民間司法改革基金會 （页面存档备份，存于）
- 蘇建和：變調的青春 | 台灣廢除死刑推動聯盟